# María Gallardo Becerra
María Martina Gallardo Becerra (Cutervo, 3 de noviembre de 1972) es una abogada, empresaria y política peruana. Fue congresista de la república por Lambayeque durante el breve periodo 2020-2021.

## Biografía
Nació en el distrito de Cutervo, ubicado en la ciudad de Cajamarca, el 3 de noviembre de 1972.
Es egresada de la Universidad de Chiclayo, donde estudió la carrera de Derecho y se tituló de abogada en el año 2005. También hizo un estudio postgrado de Ciencias Penales en la Universidad Nacional Pedro Ruiz Gallo.
Laboró como abogada en el Estudio Jurídico Torres Gallardo de 2005 a 2019 y fue asesora del Municipio del Distrito de Olmos durante la gestión de Willy Serrato Puse. Es también presidenta de una ONG.

## Carrera política
Se inició en la política como candidata a regidora del distrito de José Leonardo Ortiz en el año 2002, sin embargo, no resultó elegida. De igual manera en su candidatura a la alcaldía de dicho distrito en 2018 por el partido fujimorista Fuerza Popular.

### Congresista de la República
En 2020, María Gallardo se afilió al partido Podemos Perú de José Luna Gálvez y postuló al Congreso de la República en las elecciones extraordinarias de ese mismo año por la lista electoral de Lambayeque y fue elegida congresista de la república, obteniendo 16,935 votos y juramentó para completar el disuelto periodo parlamentario 2016-2021.
En su gestión parlamentaria, fue vicepresidenta de la Liga Parlamentaria Perú - Costa Rica y miembro de diversas comisiones. En agosto del 2020, Gallardo fue denunciada ante la Comisión de Ética de una intromisión en la Universidad Nacional Pedro Ruiz Gallo, donde el rector de dicha universidad la acusó de defender intereses de docentes acusados por corrupción.
Tras culminar su gestión congresal, Gallardo decidió renunciar al partido Podemos Perú en 2021 y posteriormente en 2022 se afilió al partido Avanza País donde fue nuevamente candidata a la alcaldía del distrito de José Leonardo Ortiz en las elecciones regionales y municipales donde quedó en segundo lugar tras el triunfo de Elber Requejo de Juntos por el Perú.